# Логор Нађмеђер
Логор Нађмеђер (Велики Међер, мађ. Nagy Megyer, слов. Velký Meder) је први основани аустроугарски концентарциони логор за Србе. Званични назив му је био „Царски и краљевски логор за ратне заробљенике Нађмеђер” (Kaiserliches und Königliches Kriegsgefangenenlager Nagymegyer). Основан је у августу 1914. а расформиран у октобру 1918. године. У њему је привремено или стално боравило око 21000 интернираних особа, а број процењује се да је број српских жртава између 6000 и 7000. У логор је такође интерниран и значајан број цивилних и војних лица Краљевине Црне Горе, од којих је убијено или је умрло од лоших услова око шест стотина. Број интернираних особа које су боравиле у логору је у сваком тренутку био између 5000 и 10000 људи.
Налазио се на ади на Дунаву у близини вароши Нађмеђер (данас Вељки Медјер у Словачкој).

## Оснивање логора  и услови у њему
Логор је основан на голој ледини ограђеној бодљикавом жицом. Обезбеђење логора је користило 15 метара високе стражарнице и рефлекторе за ноћно осматрање. Првих неколико месеци су ратни заробљеници живели на отвореном у влази и блату без топле одеће и обуће, уз лошу исхрану и груб однос стражара. Крајем октобра су заробљеници почели са изградњом приземних барака које су завршене по великом снегу који је пао већ почетком новембра. У 36 типских барака било је предвиђено да се смести 6000-12000 људи.
Велики број логораша није ни дочекао усељење у бараке већ су умрли и сахрањени на логорском гробљу. Лоша услови и лоша колективна хигијена су убрзо узроковали појаву заразних болести, дизентерије, трбушног и пегавог тифуса као и туберкулозе. Сви логорски лекари одговорни за здравствено стање логораша су убрзо под разним изговорима напустили своје дужности, а три лекара логораша (др. Драгомировић, др. Мартиновић и др. Зарубица) су преузели бригу о здравственом стању логораша. Три лекара на више хиљада изморених и болесних људи су били недовољни да сузбију епидемије које су свакодневно односиле људске животе. Од децембра 1914 до маја 1915 су логораши масовно умирали, а дневни број умрлих достизао је и број од 80 људи. Преживели логораши су децембра 1915 пресељени у неке од других логора, а на њихово место су доведени нови заробљеници и интернирани цивили из Србије.
Услови за живот у логору су били очајни, а логораши у оскудној одећи и обући стално изложени глади и лошим поступцима стражара. Упућивани су на тешке послове у каменоломе, руднике, фабрике, сечу шума и пољопривредна имања. Осим ових радова често су их слали на Тиролски фронт да у опасним условима копају ровове и раде друге тешке и опасне послове, а за грешке су кажњавани смрћу. Групе за фронт су имале по 1000 људи који су били упућивани на шест месеци, од којих је половина редовно страдала. Исцрпљени и израњавани остаци ових група су интернирани у Логор Ашах на Дунаву.

## Број страдалих
Архива логора Нађмеђер је изгорела у пожару, па је накнадно  формирана нова у којој је број интернираних цивила сведен на симболичну меру. Изостављена су имена жена, деце и стараца који нису били војни обвезници, иако их је, према сведочењу преживелих, било знатно више који су умирали. Списак сахрањених на гробљу Нађмеђер је саставио И. Ђурковић (2002)  на основу више извора, У овом списку је евидентирано 5927 уморених Срба и 73 руска логораша, а процењује се да би овај број требало да је значајно већи, јер је обновљена логорска евиденција била непотпуна. Последњи преминули логораш Богдан Николић сахрањен је 29, октобра 1918. године. Велики логор Нађмеђер је био повезан са низом мањих логора на територији данашње Словачке републике, у којима је такође било српских интернираца, на чијим гробљима је сахрањен већи број логораша, као што су Комарно (361 особа), Шаморин, Трнава (183 особе), Тренчин (171 особа), Илава, Жилна (84 особе), Банска Бистрица итд.

## Логорско гробље
Логорско гробље Нађмеђера са малом капелом је чувано и одржавано до 1938. године када је ова територија под притиском нацистичке Немачке прешла у руке Мађара. Од 1938 до 1945. године гробље је оскрнављено и растурено, од стране тадашњих мађарских власти, а ограда и већина споменика су уништени. После Другог светског рата су Чехословачке власти подигле нову ограду и уредиле централни део гробља, да би по осамостаљивању Словачке републике са половине гробља уклоњени споменици и направљен полигон за тренинг паса.